# Al-Bardijja
Al-Bardijja, także Al-Bardi, Bardija – miasto w Libii, w gminie Al-Butnan, w pobliżu Morza Śródziemnego, położone około 25 kilometrów na zachód od Egiptu.
Między 3 a 5 stycznia 1941 roku, podczas II wojny światowej, miasto było celem ofensywy australijsko-brytyjskiej przeprowadzonej w ramach operacji „Compass”.